# Матч звёзд КХЛ 2013
5-й матч всех звёзд Континентальной хоккейной лиги состоялся 13 января 2013 года в Челябинске на домашней арене клуба «Трактор»» — Ледовая арена «Трактор». Это был первый матч звёзд КХЛ, который проводился в городе, представляющий восточную конференцию КХЛ. КХЛ объявила, что матч пройдет в новом формате и, в отличие от предыдущих встреч, игра ветеранов с мастер-шоу и матч звёзд состоялись в разные дни, а не в один.

## События, предшествовавшие матчу
11 января стали известны капитаны "звездных" сборных. Капитаном Запада стал Илья Ковальчук («СКА», 7 670 голосов), а Востока - Алексей Морозов («Ак Барс», 6 183 голосов). Из-за возобновления сезона НХЛ, многие звезды, которые приехали на время в КХЛ и были выбраны для участия в Матче Звезд, были вынуждены покинуть лигу. Поэтому КХЛ пришлось изменить составы сборных. Но 2 игрока смогли принять участие в All-Star Weekend - Павел Дацюк и Илья Ковальчук.

## Составы команд
| Команда Ковальчука                   | Команда Морозова                                 |
| Вратари                              |                                                  |
| 83 Василий Кошечкин («Северсталь»)   | 34 Майкл Гарнетт («Трактор»)                     |
| 31 Растислав Станя («ЦСКА Москва»)   | 30 Константин Барулин («Ак Барс»)                |
| Защитники                            |                                                  |
| 77 Илья Горохов («Динамо» Москва)    | 5 Илья Никулин («Ак Барс»)                       |
| 7 Дмитрий Калинин (СКА)              | 82 Евгений Медведев («Ак Барс»)                  |
| 27 Стаффан Крунвалль («Локомотив»)   | 75 Ренат Мамашев («Нефтехимик»)                  |
| 38 Кевин Даллмэн (СКА)               | 9 Виктор Антипин («Металлург» Магнитогорск)      |
| 63 Ондржей Немец («Лев»)             | 2 Дерон Куинт («Трактор»)                        |
| 81 Александр Рязанцев («Северсталь») | 77 Антон Белов («Авангард»)                      |
| Нападающие                           |                                                  |
| 17 Илья Ковальчук (СКА) К            | 95 Алексей Морозов («Ак Барс») К                 |
| 13 Павел Дацюк (ЦСКА)                | 10 Сергей Мозякин («Металлург» Магнитогорск)     |
| 47 Александр Радулов (ЦСКА)          | 92 Евгений Кузнецов («Трактор»)                  |
| 18 Михаил Варнаков («Торпедо»)       | 88 Якуб Петружалек («Амур»)                      |
| 14 Тим Стэплтон («Динамо» Минск)     | 11 Дмитрий Кагарлицкий («Металлург» Новокузнецк) |
| 93 Николай Жердев («Атлант»)         | 12 Йори Лехтеря («Сибирь»)                       |
| 94 Александр Королюк («Витязь»)      | 23 Игорь Скороходов («Югра»)                     |
| 52 Сергей Широков (ЦСКА)             | 67 Томаш Заборски («Авангард»)                   |
| 19 Денис Кокарев («Динамо» Москва)   | 37 Александр Пережогин («Авангард»)              |
| 16 Сергей Плотников («Локомотив»)    |                                                  |
| Тренеры                              |                                                  |
| Олег Знарок («Динамо» Москва)        | Валерий Белоусов («Трактор»)                     |
| Юкка Ялонен (СКА)                    | Пол Морис («Металлург» Магнитогорск)             |
| Том Роу («Локомотив»)                | Петри Матикайнен («Авангард»)                    |

• Жирным выделены игроки стартовых составов

## Судьи
Главные судьи:
- Вячеслав Буланов
- Константин Оленин

Линейные судьи:
- Константин Горденко
- Сергей Шелянин

## Конкурсы «Мастер-шоу»
| Запись: Круг на скорость «Команда Ковальчука» - 0 «Команда Морозова» - 1 Результат: - Ковальчук — 0 - Морозов — 1 | Запись: Бросок шайбы на дальность «Команда Ковальчука» - 0 «Команда Морозова» - 1 Результат: - Ковальчук — 0 - Морозов — 2 | Запись: Конкурс вратарей «Команда Ковальчука» - 1 «Команда Морозова» - 0 Результат: - Ковальчук — 1 - Морозов — 2 |

| Запись: Броски на точность «Команда Ковальчука» - 1 «Команда Морозова» - 0 Результат: - Ковальчук — 2 - Морозов — 2 | Запись: Эстафета «Змейка» «Команда Ковальчука» - 0 «Команда Морозова» - 1 Результат: - Ковальчук — 2 - Морозов — 3 | Запись: Эффектный буллит «Команда Ковальчука» - 1 «Команда Морозова» - 0 Результат: - Ковальчук — 3 - Морозов — 3 |

| «Команда Ковальчука» - 1 - 2 - 3 «Команда Морозова» - 1 - 2 - 3 Результат: - Ковальчук — - Морозов — | Запись: Конкурс капитанов «Команда Ковальчука» - 1 «Команда Морозова» - 0 Результат: - Ковальчук — - Морозов — | Запись: Конкурс капитанов «Команда Ковальчука» - 1 «Команда Морозова» - 1 Результат: - Ковальчук — - Морозов — |

| Запись: Эстафета на скорость «Команда Ковальчука» - 1 - 2 - 3 - 4 - 5 - 6 «Команда Морозова» - 1 - 2 - 3 - 4 - 5 - 6 Результат: - Ковальчук — - Морозов — |